# Фацзан
Фацзан, так же известный как Фазанг (кит. упр. 法藏, пиньинь Fāzàng; 643, Чанъань — 712, Чанъань) — третий патриарх и фактический основатель буддийской школы Хуаянь, систематизировавший её учение и придавший ей самобытность. Он был настолько важным и влиятельным философом, что утверждалось, что он “фактически был настоящим создателем Хуаянь”. Предки Фацзана происходили из Согдианы, крупного торгового центра находящегося вдоль Великого шелкового пути (современные Таджикистан или Узбекистан), но он родился в столице династии Тан Чанъане (ныне Сиань), где его семья стала культурно ханьской.
Был учеником знаменитого Сюаньцзана — переводчика и реформатора школы Фасян, но позднее разошёлся с ним во взглядах и резко полемизировал. Наибольшее влияние на Фацзана оказал другой его учитель — Чжиянь, второй патриарх Хуаянь. Большую часть жизни провёл в столичных монастырях Юньхуасы и Дацзяньфусы. Пользовался покровительством танского императорского двора, в особенности императрицы У Цзэтянь; получил официальный титул «го и фаши» («единственный в государстве наставник Закона»). Своё учение Фацзан изложил в кратком трактате «Цзинь ши цзы чжан» («Главы о золотом льве»).

## Имена
Хотя доподлинно не известно в связи с различными интерпретациями биографических источников, но большинство исследователей утверждают, что хорошо известное имя Фацзанг - это не только дхармическое имя монаха, но и светское имя, которое он использовал до посвящения. Его фамилия была Кан, которая произошла от места его рождения, Кангюй. Кроме того, у него было имя Сяньшоу (賢首), которое, по-видимому, было прозвищем, данным ему его родителями, несмотря на предыдущие заявления о том, что это был почетный титул от императрицы У Цзэтянь. Это также подтверждается ссылкой Фацзана на себя с использованием прозвища, что наводит на мысль, что это был не почетный титул, как думали ранние исследователи. Его титул как учителя и знак отличия (biéhào 別號) был "Мастер Дхармы Гои" , которое использовали его ученики после посвящения на последних этапах его жизни.

## Биография

### Происхождение
Фазцан происходил из согдийской аристократической семьи, жившей в Согдиане (Кангюй), представители которой первоначально занимали пост премьер-министра в Самарканде, а позже мигрировали в Китай вместе с дедом Фазцана и поселилась в Чанъане. Его отец, Кан Ми, носил официальный титул при дворе династии Тан; о его матери было мало что известно, хотя предположительно она “... забеременела после того, как ей приснилось, что она глотает солнечные лучи”. Рассказы о богатстве деда Фацзана намекают на влияние его семьи среди высокопоставленных чиновников из аристократических кругов династии Тан, несмотря на то, что он был согдийцем. Однако эпиграфические и текстовые источники показывают обилие двусмысленностей в отношении того, кем были его родители, и особенно его младший брат Баозан, который упоминается только в одном текстовом источнике. Также есть версия что он родился в семье выходцев из Хорезма, поэтому иногда именуется как «хорезмиец Фацзан».

### Ранние годы
Что касается жизни Фацзана от его рождения в 643 году до его отказа от бездомности в 670 году, биографические источники мало что говорят. Тем не менее, есть три основных факта, о которых у нас есть свидетельства в течение этого времени, а именно: отшельничество Фацзана на горе Чжуннань (Тайбай 太文山), его ученичество при Чжияне и его вступление в монастырь в 670 году. Мало что известно о его детстве в Согдиане. Фацзан интересовался буддийской традицией с юных лет и разочаровался в своих первоначальных поисках подходящего учителя. Следовательно, он нашел уединение на близлежащей горе Чжуннань, где он занимался даосскими практиками употребления травяных эликсиров и самосожжения, а также начал изучать Аватамсака-сутру у других отшельников, которые освоили текст. Свидетельства предполагают, что такие практики способствовали более поздним метафизическим доктринам Фацзана, которые имеют даосский мотив.
После нескольких лет уединения, он узнает, что его родители больны, Фазан возвращается в Чанъань и в конце концов встречает своего первого учителя Чжияня, предположительно драматическим образом. Он начал свое ученичество примерно в 663 году, однако много путешествовал и не оставался со своим учителем постоянно. Перед кончиной Чжияня в 668 году он поручил двум своим монахам-бхадантам, Даочэну и Баочэню, заботиться о Фацзане после него. Это острое решение не предвещало ничего хорошего, поскольку Даочэн был назначен одним из трех основателей недавно построенного монастыря Тайюаньси, в котором Фацзан должен был стать буддийским священником до конца своей жизни. Предыдущие биографические источники утверждают, что Фацзан был либо слишком квалифицирован для наставлений бодхисаттвы, либо его рукоположение находилось в чудесном контексте, но оба были искажены, пытаясь подтвердить отсутствие доказательств того, что Фацзан когда-либо имел полное посвящение.

### При династии Тан
После 670 года и посвящения Фазана в буддийский путь он некоторое время путешествовал между горой Чжуннань и Тайюаньси. В 680 году Фазанг приводит доказательства того, что он работал с индийским монахом Дивакарой над переводом индийских текстов на китайский язык. Между 688-689 годами императрица У Цзэтянь приказала Фацзану построить в Лояне высокое место Аватамсака и "Бодхиманду восьми собраний". Такова была конвенция для разъяснения и популяризации Аватамсака-сутры, дальнейшего установления взаимопонимания между Фацзаном и императрицей У, которая вскоре после этого основала свою династию в 690 году. Также стоит упомянуть, что в течение этого периода Фацзанг поддерживал важную переписку со своим учеником Уйсангом, не только демонстрируя свою огромную привязанность к своему ученику, но и давая редкое представление о дружбе между буддийским монахом и мастером.
После основания династии императрицы У в 690 году Фацзан продолжил преподавание Аватамсака-сутры, посещая ее семью и дискутируя с даосскими практикующими. Примечательным событием в это время было то, что Фацзан был сослан на юг, но позже вернулся, чтобы завершить новый перевод сутры после трудностей с интерпретацией текста. Кроме того, Фацзан участвовал в подавлении восстания киданей против императрицы У, используя буддийские ритуалы и "черную магию", что привело к победе армии Чжоу и, в конечном счете, укрепило отношения между императрицей У и Фацзаном.
Победоносные военные действия только усилили энтузиазм по отношению к буддизму и, соответственно, позволили беспрепятственно подготовить и выпустить новый перевод Аватамсака-сутры. В 700 году Фацзан продолжил читать лекции о новом переводе сутры. Однажды после его проповеди началось землетрясение, что было отмечено как великое знамение. Кроме того, в это время императрице У также приснился "сон об амброзии", который, как предполагалось, был благоприятным знаком, сопровождающим новый перевод сутры.
Разрыв между VII и VIII веками представляет собой не только смену века, но и переход от политического и религиозного изобилия к беспорядкам, особенно после трех последовательных царствований и политических потрясений со стороны братьев Чжан (Чжан Цзяо и Чжан Бао). В 700-705 годах Фацзан продолжал переводческую работу по приказу императрицы Ву, в частности, повторный перевод Ланкаватара-сутры, который был завершен в 704 году. Говорят, что в это время Фацзан отправился на поиски Фаменского храма, чтобы вернуть священную реликвию, которая предположительно оказывала терапевтическое облегчение, но оказалась неэффективной в лечении ухудшающегося здоровья императрицы. После того, как она ушла в отставку из-за политической борьбы, Ли Сянь был восстановлен в качестве императора, и Фацзан заявил о своей верности ему. Фацзану приписывают подавление политического восстания братьев Чжан, за что он был признан и награжден титулом пятого ранга от императора Чжунц-зуна.

### Последние годы и смерть
В 708-709 годах столичному региону угрожала засуха, и Фацзану было приказано выполнить надлежащие религиозные ритуалы, чтобы вызвать дождь. К большому удовольствию Чжун-цзуна, на 7-й день начался сильный ливень, который продолжался десять ночей. Чудесные способности Фацзана продолжали действовать во время смены власти, борьбы с постоянными засухами, когда император Жуй-цзун был удостоен трона в 710 году. В ответ на нехватку снега и воды он выполнил ритуал дхарани для снега, который дал положительные результаты.

В последние годы своей жизни Фацзан получил большую поддержку со стороны правительства в продвижении буддизма Хуаянь и основал монастыри в У и Юэ. Фацзан умер 16 декабря 712 года в Великом Цзяньфуси и был удостоен соответствующих почестей императором Жуйцзуном:
Покойный монах Фазан унаследовал свою добродетельную карму с Небес, и его открытый (буквально “пустой” [сюй 虛]) разум отмечал соответствие [истинному] принципу. Благодаря своему красноречию и превосходному пониманию, его ум был наполнен глубоким просветлением. Он широко открыл ворота, чтобы [другие могли услышать] притчи о [пересечении самсары] на плоту; он во всех подробностях распространял учения о передаче светильника [поколениям]. Демонстрируя [правильные] ответы в соответствии с условиями, он тем самым согласился с преобразованиями и исчерпал свою жизнь.

## Влияние
Наибольшее влияние Файзан оказал на своего ученика Уйсана, который был старшим учеником Фацзана и в конце концов вернулся в Корею, чтобы основать направление корейского буддизма Хуаянь, а именно Хваом. Хорошо документировано, что у них была дружба на всю жизнь и они часто переписывались. Кроме того, ему иногда приписывают большой вклад в улучшение, если не изобретение технологии резьбы по дереву, то есть ксилографии.
С точки зрения распространения буддизма Хуаянь в Китае, одним из величайших вкладов Фацзана была его переводческая работа, создание нового перевода Аватамсака-сутры и сотрудничество с шестью мастерами Трипитаки в его попытках перевести ее с санскрита на китайский. Кроме того, учение Аватамсака-сутры распространялось благодаря его тесным отношениям с императрицей У Цзэянь, которые были усилены подавлением восстания братьев Чжан и киданей. Это в конечном итоге привело к дальнейшему созданию буддийских монастырей Хуаянь в окрестностях Чанъаня, а также в У и Юэ.